# Wuling Xingguang
Wuling Xingguang – hybrydowy i elektryczny samochód osobowy klasy średniej produkowany pod chińską marką Wuling od 2023 roku.

## Historia i opis pojazdu

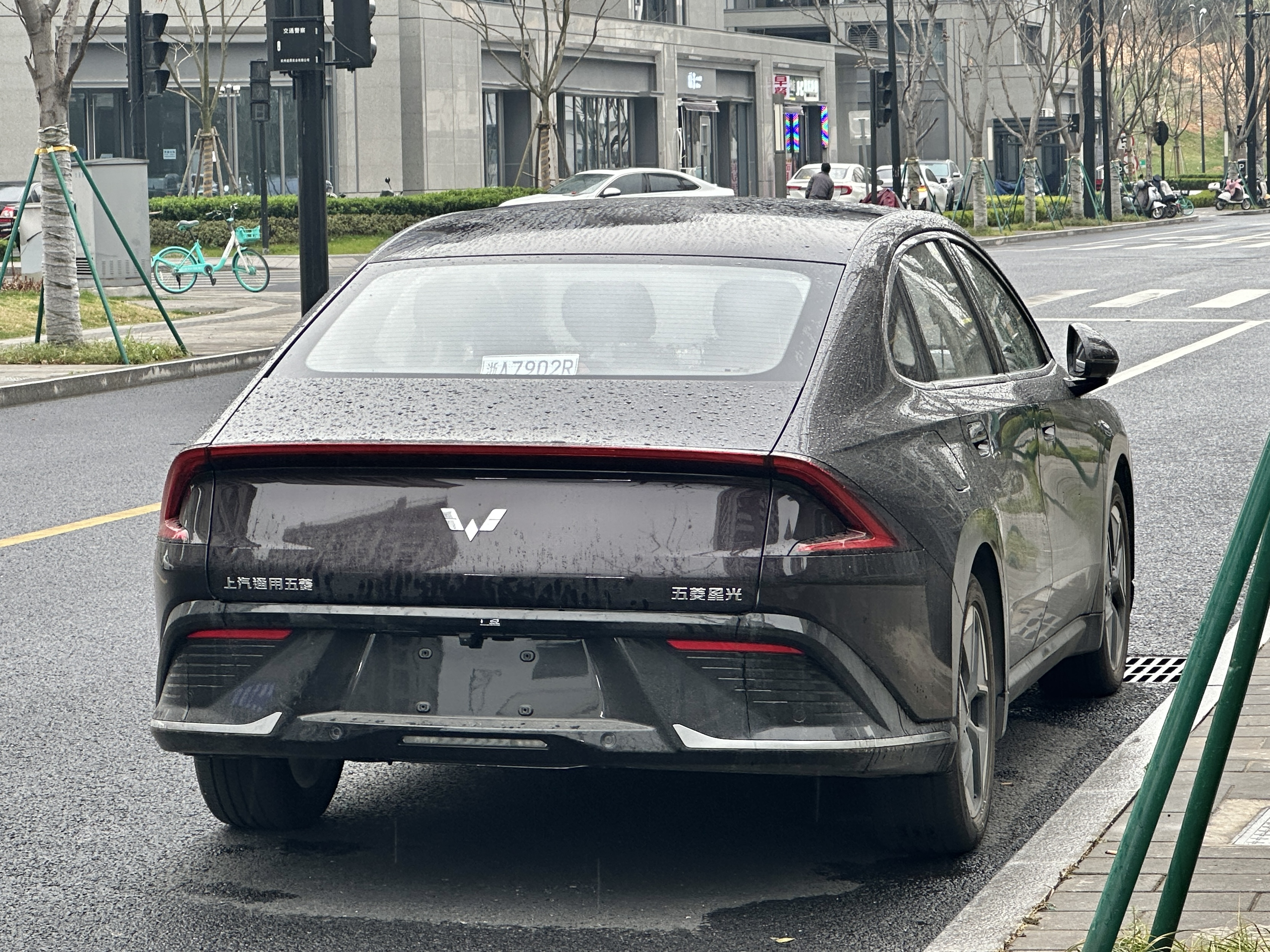
Wuling Xingguang - tył

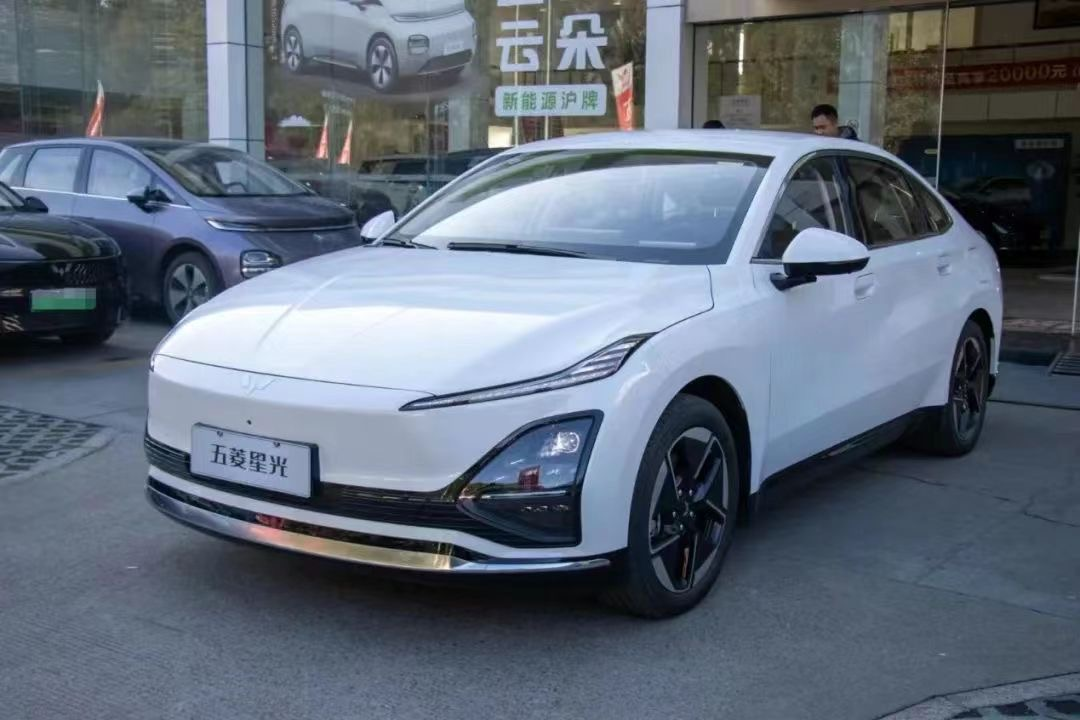
Wuling Xingguang EV

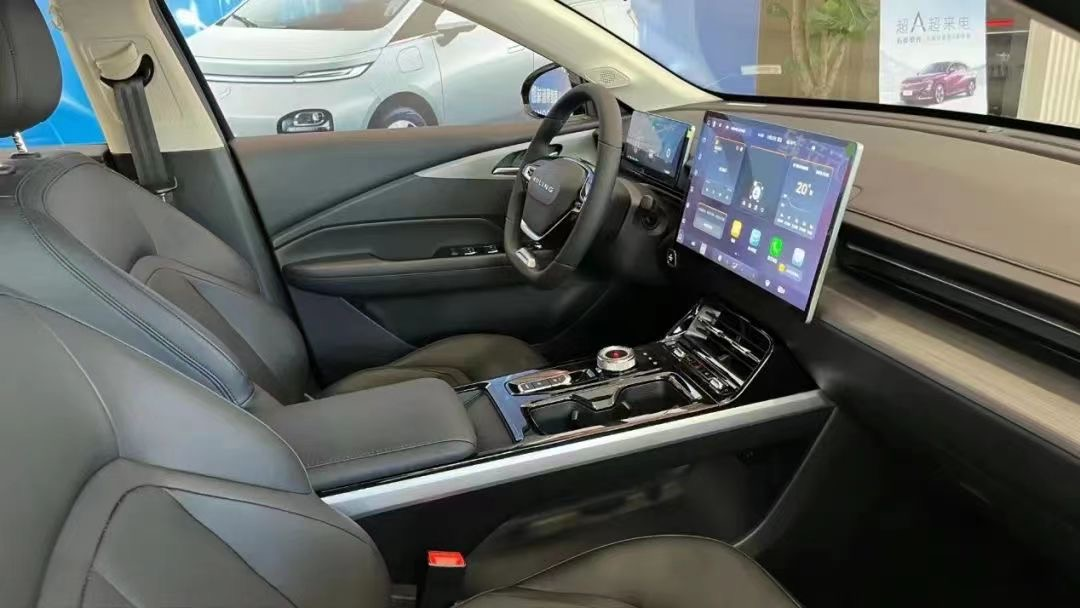
Wuling Xingguang - kokpit

W sierpniu 2023 chiński Wuling, dotychczas specjalizujący się głównie w minivanach i SUV-ach, przedstawił swój pierwszy duży rodzinny samochód osobowy pod postacią 4-drzwiowego sedana Xingguang. Samochód utrzymany został w estetyce opartej na ostrych liniach i smukłej sylwetce z nisko opadającą linią dachu. Tylną część nadwozia przyozdibło duże, łukowate oświetlenie, z kolei stylizacja pasa przedniego została uzależniona od wariantu napędowego - podstawowy model hybrydowy otrzymał wlot powietrza ukryty w strukturze nadwozia, a także bardziej pionowo ścięty zderzak oraz inaczej ukształtowany górnym rząd oświetlenia LED..
Kabina pasażerska została utrzymana w jasnej tonacji, z koncentracją na wygospodarowaniu jak największej liczby schowków i wolnych przestrzeni. Konsolę centralną zdominował duży, dotykowy ekran przeznaczony do sterowania najważniejszymi funkcjami pojazdu. Nisko, tuż przy krawędzi tunelu środkowego, znalazły się nawiewy. Samochód może pomieścić 33 litrów bagażu w 14 różnych schowkach w kabinie pasażerskiej.

### Xingguang EV
Poza wariantem hybrydowym, Wuling Xingguang powstał także w wersji elektrycznej. Wizualnie zyskała ona bardziej smukło ukształtowany pas przedni, z dwurzędowymi reflektorami i charakterystycznym motywem bumerangu w górnym kloszu. Do napędu Wulinga Xingguang EV wykorzystano dwie specyfikacje: 136 KM z baterią oferującą do 410 kilometrów zasięgu na jednym ładowaniu lub 204 KM i 510 kilometrów zasięgu w trybie pomiarowym CLTC.

### Sprzedaż
Wuling Xingguang powstał z myślą o wewnętrznym rynku chińskim, gdzie zadebiutował oficjalnie jesienią 2023 roku. Do produkcji linii modelowej przewidziano dwa zakłady firmy w Chinach, a cena podstawowego wariantu elektrycznego rozpoczęła się w momencie premiery od pułapu 150 tysięcy juanów. Taniej, bo na 93 800 juanów, wyceniona została odmiana hybrydowa w podstawowej odmianie wyposażenia, co pomogło zyskać dużą popularność - w ciągu miesiąca samochód zamówiło 18 tysięcy klientów. Na początku 2024 roku cenę obniżono do 88 800 juanów, stanowiąc odpowiedź na agresywną politykę cenową konkurencyjnych producentów w tym okresie.

### Dane techniczne
Do napędu spalinowo-elektrycznego Xingguanga wykorzystano 1,5 litrowy silnik benzynowy o mocy 106 KM oraz jednostkę elektryczną rozwijającą moc 175 KM i 320 Nm maksymalnego momentu obrotowego. Prędkość maksymalną całego zespołu ograniczono do 150 km/h, z kolei bateria oferująca możliwość ładowania z gniazdka i poruszania się w trybie czysto elektrycznym. Przewidziano dwie opcje: mniejszą baterię o pojemności 9,5 kWh i 70 kilometrów w trybie elektrycznym lub 20,5 kWh i do 150 kilometrów elektrycznego zasięgu na jednym ładowaniu.